# Episodi di MacGyver (prima stagione)
La prima stagione della serie televisiva MacGyver è stata trasmessa negli Stati Uniti dal canale ABC dal 29 settembre 1985 al 7 maggio 1986. In Italia è stata trasmessa su Italia 1 a partire dall'11 maggio 1988.
Gli episodi 13 e 15 furono saltati durante la prima messa in onda italiana, rimanendo inediti, perché al loro posto, nella stessa fascia oraria, furono trasmesse delle partite di calcio. Furono poi trasmessi quando la stagione fu replicata nel 1991.
| nº | Titolo originale         | Titolo italiano            | Prima TV USA      | Prima TV Italia  |
| -- | ------------------------ | -------------------------- | ----------------- | ---------------- |
| 1  | Pilot                    | Pilota                     | 29 settembre 1985 | 11 maggio 1988   |
| 2  | The Golden Triangle      | Il triangolo d'oro         | 6 ottobre 1985    | 25 maggio 1988   |
| 3  | Thief of Budapest        | La zingara di Budapest     | 13 ottobre 1985   | 1º giugno 1988   |
| 4  | The Gauntlet             | La sfida                   | 21 ottobre 1985   | 18 maggio 1988   |
| 5  | The Heist                | Il bottino                 | 3 novembre 1985   | 22 giugno 1988   |
| 6  | Trumbo's World           | Il mondo di Trumbo         | 10 novembre 1985  | 8 giugno 1988    |
| 7  | Last Stand               | Il giudizio finale         | 17 novembre 1985  | 15 giugno 1988   |
| 8  | Hellfire                 | Fiamme dell'inferno        | 27 novembre 1985  | 29 giugno 1988   |
| 9  | The Prodigal             | Il figliol prodigo         | 8 dicembre 1985   | 6 luglio 1988    |
| 10 | Target MacGyver          | Inseguito ad ogni costo    | 22 dicembre 1985  | 13 luglio 1988   |
| 11 | Nightmares               | Incubi                     | 15 gennaio 1986   | 27 luglio 1988   |
| 12 | Deathlock                | La casa della morte        | 22 gennaio 1986   | 20 luglio 1988   |
| 13 | Flames'End               | Pericolo nucleare          | 29 gennaio 1986   | 22 gennaio 1991  |
| 14 | Countdown                | A pochi secondi dalla fine | 5 febbraio 1986   | 3 agosto 1988    |
| 15 | The Enemy Within         | La talpa                   | 12 febbraio 1986  | 24 gennaio 1991  |
| 16 | Every Time She Smiles    | Quando lei sorride         | 19 febbraio 1986  | 24 agosto 1988   |
| 17 | To Be a Man              | Crescere in un attimo      | 5 marzo 1986      | 31 agosto 1988   |
| 18 | Ugly Duckling            | Il brutto anatroccolo      | 12 marzo 1986     | 14 gennaio 1989  |
| 19 | Slow Death               | Una lenta morte            | 2 aprile 1986     | 21 gennaio 1989  |
| 20 | The Escape               | La fuga                    | 16 aprile 1986    | 28 gennaio 1989  |
| 21 | A Prisoner of Conscience | Prigioniero di coscienza   | 30 aprile 1986    | 4 febbraio 1989  |
| 22 | The Assassin             | L'assassino                | 7 maggio 1986     | 11 febbraio 1989 |

## Pilota
- Titolo originale: Pilot
- Diretto da: Jerrold Freedman (alias Alan Smithee)
- Scritto da: Thackary Pallor

### Trama
L'episodio ha una trama avente lo scopo di introdurre il personaggio di MacGyver.
La prima parte dell'episodio vede MacGyver scalare una parete rocciosa da qualche parte in Asia centrale per trovare la testata di una bomba su un aereo schiantatosi in cima alla montagna, ora in mano a soldati stranieri. Inoltre MacGyver scopre che c'è un sopravvissuto all'incidente ed è tenuto in ostaggio in una gabbia. Grazie al suo ingegno riesce a portare a termine la missione. Nella seconda parte dell'episodio, MacGyver viene incaricato di salvare eventuali superstiti in un laboratorio sotterraneo dove è avvenuta un'esplosione ed ora è isolato dalla superficie. Inoltre un silos sta colando acido solforico che presto raggiungerà la falda acquifera, arriverà nel Rio Grande e avvelenerà l'apparato idrico di Texas e New Mexico, uccidendo milioni di vite. Ancora una volta grazie al suo ingegno e la conoscenza della chimica e della fisica, salva i superstiti, tappa la falla del silos con barrette di cioccolato e individua la persona che ha causato l'esplosione.
Nella versione originale dell'episodio Dana Elcar interpreta Andy Colson e non il personaggio di Thornton come invece appare nella versione doppiata in italiano.
- Guest star: Michael Lerner (Ed Gantner); Darlanne Fluegel (Barbara Spencer); Olaf Pooley (Dr. Sidney Marlow); Paul Stewart (Dr. Carl Steubens)

## Il triangolo d'oro
- Titolo originale: The Golden Triangle
- Diretto da: Donald Petrie e Paul Stanley
- Scritto da: Terry Nation e Dennis Foley

### Trama
Nella prima parte dell'episodio MacGyver deve recuperare dei fascicoli contenenti codici segreti del Pentagono per il lancio di missili. Completata la missione, si reca in una regione del Sud-Est Asiatico, dove la popolazione è resa in schiavitù e costretta a coltivare oppio. MacGyver ha il compito di recuperare una potente tossina trasportata in un aereo precipitato da quelle parti. Recuperata la tossina aiuterà la popolazione a ribellarsi contro i militari costruendo trappole e canne di bambù che sprigionano lacrimogeno.
- Guest star: Joan Chen (Lin), George Kee Cheung (General Narai), Clyde Kusatsu (Anek), Keye Luke (Prasert), Benjamin Lum (Truang), Bryan Price (Chan), James Saito (Ming), Angus Duncan (The General)

## La zingara di Budapest
- Titolo originale: Thief of Budapest
- Diretto da: Lee H. Katzin e John Patterson
- Scritto da: Terry Nation, Stephen Downing e Joe Viola

### Trama
MacGyver dovrà prima recuperare il cavallo più costoso al mondo rubato da un capotribù saudita, poi dovrà incontrarsi con una spia di Budapest per ricevere un orologio con dentro importanti informazioni: il Kgb uccide la spia ed una piccola zingara ruba l'orologio, che MacGyver dovrà recuperare.
Curiosità: le controscene dell'inseguimento automobilistico sono tratte dal film The Italian Job ambientato e girato a Torino. Sono quindi chiaramente visibili cartelli in italiano, il simbolo del comune di Torino sulle auto della polizia e così via...
- Guest star: Michael Constantine (Jan Messic), Bruce Abbott (Kossov), Kelly McClain (Yanna), Jim Gosa (Grosz), Magda Harout (Woman), T. Lee Griffin (Lanko), Nicholas Kadi (Grodsky), John Prudhont (Peter), Robert Hallak (Bruno), Sid Haig (Khan), E.M. Margolese (Alex), Charles Raymond (Stephan), Charles Joseph Martin (Cernik), Sue Kiel (Reena)

## La sfida
- Titolo originale: The Gauntlet
- Diretto da: Lee H. Katzin
- Scritto da: Judy Burns e Stephen Kandel

### Trama
Nella prima parte dell'episodio MacGyver si trova in una piccola città mediorientale per sottrarre a dei trafficanti una mappa molto importante; nella seconda parte MacGyver è in un paesino dell'America Centrale per recuperare sana e salva una reporter, ma si lascia convincere da questa ad aiutarla a scattare delle foto che testimonierebbero una trattativa tra un generale e un trafficante d'armi. Riescono a fare le foto, ma vengono scoperti e catturati: MacGyver riesce comunque a creare una piccola esplosione con del plastico e scappare; tornati al paese scoprono che molti soldati sono sulle loro tracce, riescono comunque ad eludere la loro sorveglianza e scappare. MacGyver si avvia verso la frontiera con il Messico, ma l'esercito è sulle sue tracce...

## Il bottino
- Titolo originale: The Heist
- Diretto da: Alan Smithee
- Scritto da: Larry Alexander e James Schmerer

### Trama
Quando i diamanti del valore di 60 milioni di dollari destinati al soccorso per la fame vengono rubati e finiscono nelle mani del proprietario del casinò Jack Catlin, MacGyver deve recarsi alle Isole Vergini per cercare di riprenderli. Con l’aiuto di Chris Rhodes, figlia di un senatore, MacGyver architetta un piano per entrare nella cassaforte di Catlin e recuperarli.

## Il mondo di Trumbo
- Titolo originale: Trumbo's World
- Diretto da: Lee H. Katzin e Donald Petrie
- Scritto da: Stephen Kandel

### Trama
Il Dott. Charles Alden chiede aiuto per investigare su strani comportamenti di uccelli terrorizzati nella foresta tropicale. Su consiglio del commissario Santos, lui e il protagonista si rivolgono al burbero piantatore Lucien Trumbo. Dopo una fredda accoglienza, la situazione migliora quando MacGyver ripara una pompa. Trumbo suggerisce poi di addentrarsi nella foresta per risolvere il mistero.

## Il giudizio finale

MacGyver nell'episodio Il giudizio finale. (Fotogramma inserito anche nella sigla iniziale del telefilm)

- Titolo originale: Last Stand
- Diretto da: John Florea
- Scritto da: Judy Burns

### Trama
MacGyver decide di dedicarsi ad una breve giornata di pesca. Sfortunatamente però, a causa di un incrocio, prende una strada sbagliata finendo in un piccolo aeroporto locale denominato Sparrow Ridge.
Arrivato lì accede alla tavola calda per chiedere informazioni ma avverte subito che l'aria che tira è pesante a causa della presenza di alcuni tipi loschi.

## Fiamme dell'inferno
- Titolo originale: Hellfire
- Diretto da: Richard Colla
- Scritto da: David Abramowitz e Paul Savage

### Trama
MacGyver fa visita a due suoi amici che hanno scoperto un giacimento di petrolio. Ma durante la visita, il pozzo prende fuoco e l'unico modo per fermare l'incendio è creare un'esplosione. L'unico esplosivo disponibile più vicino però è la nitroglicerina che si trova in una cittadina abbandonata poco distante. Ma la nitroglicerina è molto vecchia, e quindi instabile, e una vibrazione abbastanza forte potrebbe farla esplodere mentre viene trasportata verso il giacimento petrolifero...

## Il figliol prodigo
- Titolo originale: The Prodigal
- Diretto da: Alexander Singer
- Scritto da: David Abramowitz e Paul Savage

### Trama
Frank Bennett si rivolge ai federali per fornirli delle prove che incastrerebbero il fratello Joey, boss mafioso e signore della droga. Lo sceriffo federale chiede allora a MacGyver di aiutare Frank trovandogli una nuova identità, dato che dopo il processo la sua vita potrebbe essere in pericolo.

## Inseguito ad ogni costo
- Titolo originale: Target MacGyver
- Diretto da: Lee H. Katzin e Ernest Pintoff
- Scritto da: Mike Marvin

### Trama
Di ritorno da una missione, MacGyver scopre di avere una taglia sulla propria testa; decide allora di fare visita a suo nonno Henry, che non vede da 16 anni e con cui non ha un buon rapporto, aspettando che si calmino le acque. Però dei cacciatori di taglie riescono a rintracciarlo e Mac, insieme al nonno Henry, dovrà usare tutta la sua astuzia per salvarsi e catturare i criminali.

## Incubi
- Titolo originale: Nightmares
- Diretto da: Cliff Bole
- Scritto da: James Schmerer

### Trama
MacGyver è appena tornato negli Stati Uniti e incontra Peter Thornton per consegnarli una lista di pericolosi terroristi. Ma un uomo manda i suoi scagnozzi a recuperarla. Peter viene ferito, MacGyver viene catturato e gli viene somministrato un veleno che dapprima annebbia la vista e i sensi, e dopo sei ore uccide; quindi viene rinchiuso in una stanza aspettando che confessi. Riesce però a liberarsi usando il telaio di un letto e le molle di un materasso per creare una pseudo-catapulta. Scampato ai propri persecutori, si ritrova da solo e sotto l'effetto del narcotico. Vagando per strada trova una ragazza che lo accoglie in casa sua e che lo aiuterà a recuperare l'antidoto al veleno.

## La casa della morte
- Titolo originale: Deathlock
- Diretto da: Cliff Bole e Alexander Singer
- Scritto da: Jerry Ludwig e Stephen Kandel

### Trama
MacGyver è a Berlino Ovest per recuperare un dischetto contenente dati su pericolosi criminali internazionali. Riuscito a sorpassare la frontiera grazie ad una bara che si trasforma in moto d'acqua, ritorna negli Stati Uniti e insieme a Peter Thornton e ad un'agente si dirige in una casa dove tradurre il codice con la dovuta riservatezza. Ma una volta là si scopre che il criminale a cui MacGyver ha rubato il dischetto ha riempito la casa di trappole; MacGyver dovrà usare tutto il suo ingegno per vincere questa ennesima sfida.
All'inizio della puntata c'è un accenno al primo incontro tra Mac e Pete (avvenuto nel deserto durante le rispettive missioni segrete), che però è in contrasto con quanto viene narrato dell'episodio Soci della seconda stagione.

## Pericolo nucleare
- Titolo originale: Flames'End
- Diretto da: Bruce Seth Green
- Scritto da: Hannah Louise Shearer

### Trama
MacGyver viene contattato dalla sua ex-fidanzata del college Amy Austin per una richiesta di aiuto. Amy infatti ha scoperto che nello stabilimento nucleare dove lavora, qualcuno ha sottratto 30 chili di uranio; È inoltre convinta che il responsabile del furto sia colpevole anche dell'omicidio del capo alla centrale, avvenuto tempo prima.
MacGyver decide così di raggiungerla scoprendo un piano criminale e addirittura il pericolo imminente di una catastrofe nucleare.

## A pochi secondi dalla fine
- Titolo originale: Countdown
- Diretto da: Stan Jolley
- Scritto da: Tony DiMarco e David Ketchum

### Trama
MacGyver e l'amico Charlie Robinson vengono chiamati a disinnescare un ordigno su una nave da crociera in navigazione sull'Oceano Pacifico, ma si scoprirà che di ordigni ce ne sono più di uno. In questo episodio veniamo a conoscenza del fatto che MacGyver partecipò alla guerra del Vietnam in qualità di artificiere in coppia con Charlie Robinson ed assieme al quale disinnescò 51 ordigni.

## La talpa
- Titolo originale: The Enemy Within
- Diretto da: Cliff Bole
- Scritto da: David Abramowitz

### Trama
MacGyver allertato da Peter Thornton dovrà scoprire l'identità di una talpa all'interno della sua organizzazione che conosce l'identità di pericolosi agenti del KGB.

## Quando lei sorride
- Titolo originale: Every Time She Smiles
- Diretto da: Charlie Correll
- Scritto da: James Schmerer

### Trama
La rapida fuga di MacGyver dalla Bulgaria con un microfilm rubato è ostacolata da Penny Parker, una cittadina americana che lo coinvolge nel suo litigio amoroso con un agente di sicurezza bulgaro.

## Crescere in un attimo
- Titolo originale: To Be a Man
- Diretto da: Cliff Bole
- Scritto da: Don Mankiewicz

### Trama
MacGyver è in Afghanistan per una missione di recupero relativa ad un satelline rovinosamente schiantatosi al confine tra Afghanistan e Pakistan. In volo con un caccia, l'aereo di MacGyver viene abbattuto e successivamente viene ricercato dai sovietici, rifugiandosi presso la casa di una donna e di suo figlio.
La donna è vittima però degli abusi di un uomo violento che ucciderebbe all'istante MacGyver se lo vedesse con la "sua" donna.

## Il brutto anatroccolo
- Titolo originale: Ugly Duckling
- Diretto da: Charlie Correll
- Scritto da: Larry Gross

### Trama
La quindicenne Kate Lafferty, genio in informatica, viola accidentalmente il sistema di lancio di un missile del governo; questa "impresa" le attira addosso le attenzioni dell'FBI e di loschi criminali pronti a sfruttare la sua bravura. MacGyver cercherà di proteggerla.

## Una lenta morte
- Titolo originale: Slow Death
- Diretto da: Don Weis
- Scritto da: Stephen Kandel

### Trama
In India, MacGyver riesce a salire su un treno in fretta per tornare a casa dopo una missione, ma una tribù locale assalta il treno per ottenere giustizia. Secondo loro, infatti, su quel treno viaggia il responsabile della morte di 26 persone, tra cui il figlio del capo tribù, che ha volontariamente venduto dei finti medicinali. Spetterà a MacGyver indagare per scoprire il colpevole prima che sia troppo tardi.

## La fuga
- Titolo originale: The Escape
- Diretto da: Don Chaffey
- Scritto da: Stephen Kandel

### Trama
MacGyver è in Nord Africa e una donna gli chiede di far fuggire di prigione suo fratello, che, a suo dire, l'unico crimine che ha commesso è essere un medico missionario. Così MacGyver fa in modo e maniera di essere incarcerato e, una volta dentro, organizzerà una fuga molto ingegnosa. Fuori dalla prigione però lo attende una sorpresa...

## Prigioniero di coscienza
- Titolo originale: A Prisoner of Conscience
- Diretto da: Cliff Bole
- Scritto da: Stephen Kandel

### Trama
MacGyver si reca in U.R.S.S. per liberare un ex-agente del KGB, Yuri Demetri, internato in un manicomio. In realtà l'uomo non è pazzo, egli è stato infatti imprigionato nel manicomio perché sospettato di essere filo-americano.

## L'assassino
- Titolo originale: The Assassin
- Diretto da: Charles Correll
- Scritto da: James Schmerer

### Trama
In questo episodio MacGyver è a caccia di Piedra, un assassino molto pericoloso maestro del travestimento e delle fughe che ha come prossimo obiettivo assassinare l'Arcivescovo Fierro. Catturato grazie a MacGyver riuscirà nuovamente ad evadere.